# Petit traité de poésie française
Le Petit traité de poésie française est un ouvrage de Théodore de Banville, consacré à l'art de la versification et aux différents exemples de poème à forme fixe dans la poésie française, publié en 1871.

## Présentation

### Structure
Le traité de Théodore de Banville est divisé en onze sections :
1. Introduction
2. Règles mécaniques des vers
3. La rime
4. Encore la rime
5. L'enjambement et l'hiatus
6. De l'appropriation des mètres divers aux divers poèmes français
7. De la tragédie au madrigal
8. Des rythmes et de l'ode
9. Les poèmes traditionnels à forme fixe
10. De quelques curiosités poétiques
11. Conclusion

Lors de la réédition du Petit traité de poésie française, l'année de la mort de son auteur, l'éditeur Charpentier ajoute en annexe deux études du poète, consacrées à Ronsard et à La Fontaine.

### Formes fixes
Le Petit traité de poésie française aborde les formes de l'élégie, de l'épître et de la fable, de la chanson, de l'épigramme et du madrigal, de l'ode, de la terza rima, du rondel, de la ballade, du sonnet, du rondeau, du triolet, de la villanelle, du lai, du virelai, du chant royal, de la sextine, du pantoum.

### Éditions
- Théodore de Banville, Petit traité de poésie française, Paris, Bibliothèque Charpentier, 1891 (1re éd. 1871), 328 p. (lire en ligne)